# دبليو دبليو إي كراش أور
دبليو دبليو إي كراش أور هي لعبة فيديو نشرتها شركة تي إتش كيو وتم إصدارها في أمريكا الشمالية في عام 2003.